# Anna Mascolo
Anna Mascolo ( Nápoles, 1930 – 2019), foi uma bailarina, coreógrafa, pedagoga e professora de dança que foi responsável pela criação Grupo Experimental de Ballet mais tarde conhecido como Ballet Gulbenkian, presidiu ao Centro Português de Bailado a primeira entidade portuguesa dedicada ao bailado. Foi distinguida pelo Presidente da República Portuguesa com a  Ordem do Infante D. Henrique e a Ordem da Instrução Pública.

## Biografia
Anna Maria Matilde Olimpia Rosário Mascolo, nasceu em Nápoles (Itália), no dia 18 de dezembro de 1930 e faleceu a 30 de março de 2019 em Lisboa. Abandona Itália devido à segunda guerra mundial e chega a Portugal em 1940, onde estuda no Instituto Italiano de Cultura em Lisboa. Lá interessa-se pela dança mas o pai não permite que ela se dedique a ela.
Casou-se com arquitecto Vittorio Ferreira-David, de quem teve dois filhos: a pianista Alexandra Mascolo-David e o bailarino Bruno Mascolo.

## Percurso
Aos treze anos matricula-se no Conservatório Nacional de Dança sem a autorização dos pais e obtém o diploma em Dança clássica em 1947. Ainda aluna faz parte do grupo que criou o Círculo de Iniciação Coreográfica.
Aproveita a passagem de grandes companhias de ballet por Lisboa para estudar com artistas como George Balanchine, Nina Verchinina, Paul Szilard, entre outros.
Entre 1948 a 1952, vai para Paris e Nápoles estudar com outros mestres da dança, entre eles Bianca Gallizia, Olga Preobrajenska e Lubov Egorova.
Em 1953, entra para a companhia “Le Grand Ballet du Marquis de Cuevas”, onde trabalha com a coreografa Bronislava Nijinska.
Parte para Milão em 1955, onde frequentou a Escola de Dança do Teatro alla Scala, de Milão, que tinha como directora Esmée Bulnes, onde se interessa pelo ensino da dança e o que a leva a desenvolver o seu próprio método de ensino. Entretanto candidata-se ao lugar de Primeira Bailarina no “American Ballet Theatre” mas não é aceite por ser casada.
Em 1958, consegue uma bolsa do Instituto de Alta Cultura e vai para Londres estudar com Stanislas Idzikowsky, Anna Northcote e Melusine Wood.
Regressa a Portugal e fundou ainda em 1958, o Estúdio-Escola de Dança Clássica de Anna Mascolo (EEDC-AM), em Lisboa, com o objectivo de dar uma formação de nível internacional aos bailarinos portugueses e cuja inauguração conta com a presença de personalidades como  o Rei Humberto II de Itália, a  Marquesa Olga do Cadaval, Frederico de Freitas e Almada Negreiros.
Em 1964, assume o cargo de Directora Artística do Grupo Experimental de Ballet , do Centro Português de Bailado e consegue que a Fundação Calouste Gulbenkian assuma a gestão do grupo transformando-o no Grupo Gulbenkian de Bailado que ficou conhecido como  Ballet Gulbenkian.
O Grupo de Bailado de Anna Mascolo, é fundado por ela e por alunos seus em 1968, o que lhes permite preparar repertório e a integrarem temporadas de bailado e ópera de forma regular, nomeadamente no Teatro da Trindade e no Teatro Maria Matos. A série de espectáculos Contos e Fantasias Coreográficas, coreografados e comentados por Anna Mascolo e promovidos por Igrejas Caeiro, no Teatro Maria Matos, foi gravado pela RTP devido ao seu conteúdo pedagógico.
Enquanto coreógrafa e primeira bailarina do seu grupo, 1968 a 1975, marca presença em vários espectáculos ópera do Teatro da Trindade, nomeadamente: As bodas de Fígaro, Rigoletto, La Traviata, Carmen, Fausto, O Elixir do Amor e A Flauta Mágica.
Após o 25 de Abril, integra a comitiva que em 1976, viaja até à ex-URSS em representação da dança nacional e durante a qual é lhe dedicado em exclusivo um espectáculo de dança em Baku.
Em 1978, o Ministério da Educação e Cultura nomeia-a para a comissão da reestruturação do Ensino Artístico em Portugal.
Em 1983, foi nomeada Delegada Nacional do Conselho Internacional da Dança (CIDD – UNESCO) que a encarregou de fundar o Conselho Português da Dança, do qual será presidente. Foi membro da Federação Internacional da Dança (FID), do Conselho Nacional Italiano da Dança (CNID/UNESCO), do Conselho Brasileiro da Dança (CBDD/UNESCO).
Em 1995, contacta com a Organisation Internationale pour la Reconversion des Danseurs Professionnels, enquanto defensora da definição do Estatuto Jurídico da Dança em Portugal que só será aprovado e promulgado em 2019. Acabou por se tornar na representante de Portugal nesse organismo.
Foi docente na Escola Superior de Dança de Lisboa, no Conservatório Nacional e na Universidade Técnica de Lisboa (Faculdade de Motricidade Humana).
Para além de ter sido bailarina, coreografa, professora, dirigente e fundadora de várias entidades relacionadas com a dança, ela também realizou investigações na área da dança tendo reunido um dos maiores espólios sobre a área em Portugal, que organizado por ela e deu origem ao livro “Celebrar a dança”.
Foram seus alunos os coreógrafos e bailarinos: Jorge Salaviza, Olga Roriz e Vera Mantero, Manuela Valadas, Palmira Camargo, Paula Massano, Vítor Castelo-Branco, Ana Rita Palmeirim, Guilherme Dias, Bruno Mascolo, entre outros.
Faleceu a 30 de março de 2019 em Lisboa com 88 anos.

## Prémios
1948 - Recebeu o Prémio Nova Geração da Dança 
1969 - Prémio Especial de Imprensa, pela os seus esforços em prol da cultura, pedagogia e artísticos 
1974 -  Recebeu um “Diploma de Excelência” do Ministério da Educação, num concurso de qualificação de professores de bailado por ele promovido 
1990 - O Conselho Brasileiro da Dança (CBDD/UNESCO), deu-lhe a Medalha de Mérito Artístico pelos serviços prestados à Dança 
1997 - Recebeu o Prémio Vingnaledanza em Turim 
2002 - Foi a primeira pessoa a receber o Doutoramento Honoris Causa em Dança em Portugal, pela Faculdade de Motricidade Humana 
2013 - Recebeu o Prémio Mulheres Criadoras de Cultura 

## Reconhecimento
Em sua homenagem foi criado o prémio de dança Anna Mascolo que é atribuído pela Fundação Mirpuri, em 2018, foi com ele distinguido, o bailarino e coreografo Fernando Duarte.
1997 - Aquando dos 50 anos de carreira, é homenageada no Salão Nobre da Faculdade de Motricidade Humana, onde foi professora 
2004 (4 de outubro) - Distinguida pelo Presidente da República Portuguesa Jorge Sampaio com o grau de Grande-Oficial da Ordem do Infante D. Henrique 
2013 (8 de abril) - Distinção Mulheres Criadoras de Cultura, na categoria Dança, atribuída pelo Estado português.
2015 - O seu estúdio foi evocado pelo Museu Nacional do Teatro e da Dança (Portugal), na exposição temporária Tempos de Dança: Evocação do Estúdio - Escola de Dança Clássica de Anna Mascolo 
2017 (4 de abril) - O Presidente da República Marcelo Rebelo de Sousa, nomeia-a Grande-Oficial da Ordem da Instrução Pública 
2019 - Após a sua morte o Presidente da República Portuguesa Marcelo Rebelo de Sousa e a Ministra da Cultura Graça Fonseca emitiram comunicados em que lamentam a sua morte, reconhecendo o seu trabalho enquanto pedagoga e impulsionadora da dança em Portugal.

## Ligações Externas
- RTP - Um Dia Com… Anna Mascolo
- Anna Mascolo entrevista por Maria Elisa - Arquivos RTP
- Ensaio de bailado infantil e juvenil orientado pela bailarina e professora Anna Mascolo - Arquivos RTP
- Teatro Trindade apresenta espectáculo de ballet (Anna Mascolo) - Arquivos RTP
- Entrevista de Anna Mascolo por João Almeida no programa Quinta Essência da Antena 1